# Калинівка (Генічеський район)
Кали́нівка (МФА: [kɐˈɫɪɲiu̯kɐ] ( прослухати)) — село в Україні, у Новотроїцькій селищній громаді Генічеського району Херсонської області. Населення становить 263 осіб.

## Історія
12 червня 2020 року, відповідно до розпорядження Кабінету Міністрів України № 713-р «Про визначення адміністративних центрів та затвердження територій територіальних громад Запорізької області», увійшло до складу Новотроїцької селищної громади.
17 липня 2020 року, в результаті адміністративно-територіальної реформи та ліквідації  Новотроїцького району, увійшло до складу Генічеського району.
24 лютого 2022 року село тимчасово окуповане російськими військами під час російсько-української війни.

## Населення

### Мова
Розподіл населення за рідною мовою за даними :
| Мова       | Кількість | Відсоток |
| ---------- | --------- | -------- |
| українська | 253       | 96.2%    |
| російська  | 10        | 3.8%     |
| Усього     | 263       | 100%     |